# Eugène Dieudonné
Eugène Camille Dieudonné (1 de mayo de 1884 - 21 de agosto de 1944) fue un anarquista francés acusado judicialmente de participar de las acciones de la organización ilegalista conocida como Banda Bonnot luego de ser señalado por un conductor de un transporte de caudales del banco Société Générale como su agresor, y por este motivo fue condenado junto con sus compañeros a la pena de muerte en la guillotina. Gracias al empeño de los otros miembros en demostrar su inocencia, Jules Bonnot, Octave Garnier y Raymond Callemin, un recurso presentado por su abogado al Presidente Raymond Poincaré fue aceptado y su pena cambiada a Trabajos forzados perpetuos. En 1913 fue enviado para la prisión de la Isla del Diablo, en la Guayana Francesa. En 1926 después de dos tentativas de fuga frustradas, finalmente consiguió escapara al Brasil en una balsa hecha de palmeras. Al llegar fue ayudado a retornar a Francia, algunos años después. En 1930 publicó un libro de memorias sobre el tiempo que estuvo encarcelado, titulado La Vida de los Condenados. En 1944 murió en París a los 60 años.

## Biografía

### Infancia y Juventud
Nacido en Meurthe-et-Moselle, en el distrito francés de Nancy el 1 de mayo de 1884 Eugène Camille Dieudonné fue el primer hijo de una familia pobre. Con la muerte de su padre aún en su infancia, su madre viuda y teniendo que cuidar de cuatro hijos, envió al mayor de ellos, Eugène, a un orfanato donde pasará el resto de su infancia y buena parte de su adolescencia. A los diecisiete años aprendió la profesión de carpintero y pasó a trabajar con los hermanos Charles y Émile Bill, en esa época carpinteros anarquistas que lo intrudujeron en las bases de esa filosofía política. A los dieciocho años fue obligado a alistarse en el ejército por un año.

### Anarquistas de Romainsville
Al fin del servicio militar obligatorio Eugène se casó con la anarquista estadounidense Louise Kayser que asumió su apellido pasando a ser conocida como Louise Dieudonné. En 1909 el matrimonio se mudó para la ciudad de París donde juntos frecuentaron los círculos anarquistas y anticlericales de Romainville. En aquel contexto se acercaron a los colaboradores de la revista L' anarchie teniendo contacto con una serie de nuevas prácticas e ideas que impactarían significativamente en sus vidas. Pasaron a relacionarse amorosamente con otras personas y Louise llegó a vivir una breve relación con André Lorulot, otro notable libertario.

### Contacto con laBanda Bonnot

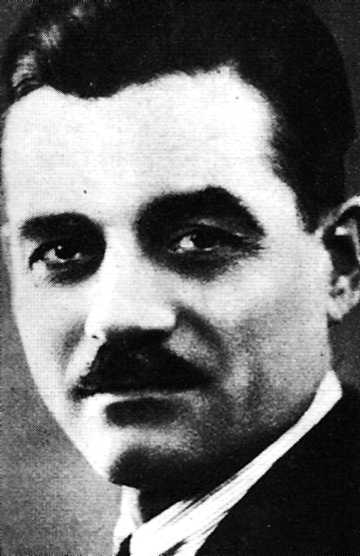
E. Eugene. Dieudonné alrededor de 1913

Por esta época Eugène Dieudonné pasó a relacionarse más frecuentemente con algunos del os miembros de la Banda Bonnot que ya había conocido en Neuves-Houses, en las proximidades de Nancy. Siguiendo en su oficio de carpintero Dieudonné frecuentemente hacía el camino entre París y Nancy atendiendo las encomiendas en los dos distritos. En febrero de 1912 con un nombre falso, Dieudonné alquiló un apartamento en la calle Nollet donde pasó a vivir con Louise.

### Prisión
El 29 de febrero policías parisinos allanaron su apartamento deteniéndolo junto a Jean de Boé uno de los miembros menos activos de la Banda Bonnot. Llevado para un reconocimiento de las víctimas involucradas en las acciones delictivas de la banda, Dieudonné sería señalado por el cobrador Caby del banco Société Générale como el hombre que lo habría agredido durante el asalto da de la calle Ordener e 21 de diciembre de 1911. Cayendo en contradicción el mismo cobrador también reconocería a Octave Garnier como su agresor, el hecho mientras tanto, no sería considerado por la policía. Dieudonné afirmaba su inocencia diciendo que podría probar que no estaba en la calle Ordener sino en Nancy en el día del asalto. Mientras tanto sus pruebas serían desconsideradas como una potencial coartada.

### Juicio
El 3 de febrero de 1913 Eugène Dieudonné apareció con los miembros sobrevivientes de la Banda Bonnot para su juicio en el Tribunal de Assisses, en Sena. Como evidencias a su favor estaban las cartas póstumas de Jules Bonnot y Octave Garnier afirmando su inocencia y su no participación en ninguna de las acciones. El funcionario de la empresa, mantendría su declaración alegando ser Dieudonné el agresor de la calle Ordener. 

Juro que fue él [...] juro por la vida de mi hijita, que este hombre fue mi agresor
Testimonio del Sr. Caby, Gazeta de los Tribunales, 9 de Febrero

En el mismo juicio sus empleadores testimoniaron en su favor afirmando que él no poseía características de una personalidad violenta;

Nunca se mostró de naturaleza violenta... siempre pareció bastante tranquilo.... nunca fue un hombre de armas
Testimonio del Sr. Guerin, Gaceta de los Tribunales, 9 de Febrero

En el tribunal, cuando le permitieron hablar, Dieudonné afirmó vehemente su inocencia. De nada serviría ya que 25 días después, sería condenado a muerte en la guillotina juntamente con Raymond Callemin, Antoine Monier y André Ódy. Después de la condena de Callemin que antes afirmaba su inocencia, pasó a declararse culpable afirmando que Dieudonné no fue el agresor de Caby, ni había participado del asalto al carro de caudales. El autor de la agresión fue Garnier muerto en mayo de 1912 durante el cerco al chalet en Nogent-sur-Marne. El cambio en su declaración llegaría muy tarde, pero igual el abogado de Dieudonné conseguiría modificar la sentencia de ejecución por la de trabajos forzados perpetuos.

### Prisión de la Isla del Diablo
En el mismo año de su juicio (1913) Dieudonné fue enviado para cumplir su condena en la terrible prisión de la Isla del Diablo próxima a la costa de Guayana Francesa. Preso injustamente en una de las peores prisiones de la época no perdería tiempo y se dispuso a planear su fuga. En 1919 luego de que su primera tentativa de fuga fuera frustrada por sus carceleros, Dieudonné intenta huir por segunda vez juntamente con cinco otros presos en una balsa hecha con troncos de palmeras. Luego de dos días en alta mar la balsa encalló y los cinco fueron capturados y encerrados por dos años en sus celdas.

### Campañas internacionales
Algunos años después en los Estados Unidos y en Europa la historia de Eugene Dieudonné, el anarquista inocente preso en la Isla del Diablo se difundió extrapolando los medios libertarios, con campañas de solidaridad por su liberación organizadas en diversos países. Entre estas la campaña organizada por el famoso periodista Albert Londres y Louis Roubaud ganó una envergadura considerable consiguiendo presionar a las autoridades francesas sobre el caso de Dieudonné. London y Roubaud también llegan a conseguir una licencia para visitar Dieudonné en la prisión, constatando que él continuaba vivo, en total aislamiento. Luego de retornar de la Isla Albert Londres prosiguió con su campaña por un indulto de liberación para Dieudonné, que será constantemente negado por el estado francés.

### Fuga
El 6 de diciembre de 1926, después de catorce años en la prisión, Dieudonné que nunca había dejado de declarar su inocencia consigue escapar de la isla-prisión en una balsa hecha de troncos de palmeras. Luego de doce días de lucha contra las olas en una embarcación que más de una vez estuvo a punto de desarmarse, finalmente llegó al delta del río Orinoco y caminó por la costa atravesando a pie la frontera de Guayana hacia el Brasil. Detenido y amenazado de extradición en suelo brasileño Dieudonné consiguió entrar en contacto con Albert Londres que partió en su auxilio iniciando negociaciones con las autoridades brasileñas.

### Segunda prisión
Algunos meses después, luego de la publicación de un artículo en la prensa brasileña, Dieudonné fue invitado a dar un discurso en un encuentro a favor de la liberación de Sacco y Vanzetti y Renê Belbenoit, otros libertarios presos y condenados a la pena capital en los Estados Unidos y en Francia. En esta ocasión Dieudonné fue nuevamente preso por las autoridades brasileñas y enviado a una prisión de Belém en Pará.
Nuevas campañas de solidaridad fueron entonces organizadas en el Brasil y en Francia. En París fue creado el Comité Dieudonné del cual formaban parte su compañera Louise y el abogado Moro Gaffieri. Ni bien fue encerrado, un manifiesto abierto titulado "En favor del inocente Dieudonné" fue lanzado y dirigido a la opinión pública por el comité, que pasó a contar con el apoyo de diversas personalidades y organizaciones.

### Retorno a Francia
En los inicios de agosto de 1927 Dieudonné fue liberado y extraditado para Francia donde gracias a las innumerables campañas por todo el mundo, fruto de los esfuerzos sumados de centenares de personas Eugène Dieudonné tuvo revocada su pena. Luego de su revocación Dieudonné volvió a trabajar como carpintero en Fauborg, Saint-Antoine. En septiembre de 1928 Dieudonné participó del Décimo Cuarto Encuentro del Periódico Libertario Plus loin. En aquel mismo año tomó parte en la campaña por la liberación de Louis-Paul Vial, su compañero de prisión desde 1919 condenado injustamente a diez años de trabajos forzados, y que había tomado parte en una de sus tentativas de escapar de la isla.
En 1933 atendiendo a los pedidos de sus amigos, escribió un libro autobiográfico titulado La Vie des Forçats' contando la amarguras que viviera en sus tiempos en prisión. La obra, que tenía el prefacio escrito por Albert Londres, recibió tan solo otras dos ediciones, una en 1935 y otra en 2007.

### Muerte
A los sesenta años, el 21 de agosto de 1944, luego de una fuerte gripe, Eugène Dieudonné murió en el hospital de Eaubonne, en el barrio de Seine-et-Oise, en el distrito francés de París, siendo enterrado en el cementerio de Eaubonne.

## Curiosidades
- En 1933 el cineasta Jean Vigo inició un proyecto para rodar un largometraje sobre la vida de Eugene Dieudonné. El filme que se llamaría Evadé du bagne nunca fue terminado.[5]
- Dieudonné es también el personaje principal de otro libro escrito por Robert London, llamado L'homme qui s'évada. Escrita en 1945 la obra recibió una versión en historieta en 2006.[8]